# Unified Thread Standard
Unified Thread Standard (UTS) är en standard med en serie gängor som innefattar dimensioner, toleranser och beteckningar. Denna standard används främst inom USA och Kanada men även inom specifika yrkesområden.

## Basprofilen
Profilvinkeln är 60°, nyckelvidden och diametern mäts i tum. Längden kan också anges i tum men det är inte ovanligt att den anges i millimeter. Stigningen i detta system mäts i antal gängvarv per tum (g/tum) och betecknas n. På engelska benämns detta TPI (threads per inch). Under diametern 1/4 tum används en beteckning med ett nummer samt gängstigning. Exempelvis UNC 8-32 där 8 är ordningsnumret och 32 är antalet g/tum. En UNC 5/16-18 har diametern 5/16 tum och stigningen 18 g/tum. Då en UNC 5/16-18 alltid har samma gängstigning är det inte ovanligt att man endast skriver UNC 5/16.

## UNF
UNF-gängan (UNified Fine) är den fingängade serien av tumgängor. 

## UNC
UNC-gängan (UNified Coarse) är den grovgängade serien av tumgängor. 

## Verktyg
Då nyckelvidden är i tummått så är det olämpligt att använda millimeterverktyg till dessa skruvar och muttrar.